# Mosquera (Cundinamarca)
Mosquera è un comune della Colombia facente parte del dipartimento di Cundinamarca.
Il centro abitato venne fondato da Ciriaco Rico, Gregorio Rodríguez, Francisco y Teodoro Pulido, Francisco Forero, José Ignacio Aranza e altri nel 1861.